# 卞范之
卞范之（—404年）字敬祖，濟陰宛句人，下邳郡太守卞嵔之孫、尚書郎卞循之子。東晉太元年間，由丹陽丞升遷為始安太守。桓玄與其關係友好，桓玄擔任江州刺史後，任用他為長史，委以重任。桓玄起兵造反後，任用卞範之為丹陽尹，又升他為征虜將軍、散騎常侍。桓玄打算稱帝，卞范之親自替晉安帝草擬禪位詔書。桓玄稱帝後，任用卞範之為侍中，進號後將軍，封臨汝縣公。
劉裕、何無忌與劉毅等人舉義兵討伐桓玄後，卞范之在覆舟山西側駐守，結果被劉毅擊敗，卞范之只好跟隨桓玄向西撤退，桓玄又任命卞范之為尚書僕射。卞范之最終在江陵遭到劉毅斬殺。
後人收集其著作編為《卞范之集》五卷，录一卷。

## 延伸阅读
[在维基数据编辑]
 《晉書·卷099》，出自房玄齡《晉書》